# 恋は初恋
『恋は初恋』（こいははつこい）は、日本テレビ系列の「トヨタ金曜劇場」枠（毎週金曜 21:00 - 21:55。トヨタグループ単独提供）で放映されていたテレビドラマ。放映期間は1972年1月28日から1972年5月5日まで。

## 概要・内容
主な舞台は、東京の新橋・烏森にある味噌汁専門店「志る半」。志る半は味の良さももちろんのこと、看板娘の雪子を目当てに来る客が引っ切り無しで連日大繁盛。雪子は四人姉妹の長女で32歳になるが、やもめの父・半平の面倒見から店の経営まで一切を引き受けて、嬉々として働く日々である。ところが雪子の周りの者たちからは、その年齢もあって気が気でなく思われている。特に妹たちからは、姉がいつまでも結婚しなければ自分たちも嫁に行けないと、その悩みは切実だった。そして業を煮やした早苗は、近所のフランス料理店のマスターの松下圭太郎と雪子とを何とか結び付けようと色々策をめぐらせる。
劇中で毎回一種類の味噌汁を、実用的なサービスと共に盛り込みながら紹介していた。

## キャスト
- 梶 雪子：佐久間良子
- 松下圭太郎：二谷英明
- 梶 半平：藤岡琢也
- 梶 弥生（次女）：日色ともゑ
- 梶 さくら（三女）：ちあきなおみ
- 梶 早苗（四女）：田坂都
- 政太郎（志る半の板前）：鳥塚しげき
- 大山：夏夕介
  - 圭太郎の店のコック見習い。
- 松下順吉：細川俊之
  - 圭太郎の弟。早苗の学校のクラスの担任。
- 松下マリ（順吉の娘）：小泉敦子
- 山口教頭：近松麗江
  - 早苗の通う学校の教頭。
- 黒田一郎：小野寺昭
- 木下亀吉（パン屋）：高松しげお
- 中根寅夫（板前志願）：小松政夫
- 香代（順吉の別れた元妻）：應蘭芳
- 舟本達也：小林勝彦
  - 築地の有名料理店の一人息子。
- くに子（雪子の親友）：佐藤友美
- 和江：園佳也子
- ひな子：児島美ゆき
- 志る半の女子学生アルバイト：角ゆり子
- 亮一：川口恒
  - 冴子の息子で、商社マン。
- 財津一郎
- 常田富士男
- 冴子：加藤治子
  - 半平が海軍に居た頃の上官の未亡人。後に半平と再婚する。

## スタッフ
- 脚本：安倍徹郎 他
- 演出：田中知己 他
- 制作：日本テレビ

## サブタイトル
※毎回「…でございまーす」という形がサブタイトルのフォーマット。
1. 1972年1月28日「志る半でございまーす」
2. 1972年2月4日「家出でございまーす」
3. 1972年2月11日「悪知恵でございまーす」
4. 1972年2月18日「負けるものかでございまーす」
5. 1972年2月25日「古い男でございまーす」
6. 1972年3月3日「憧れの君でございまーす」
7. 1972年3月10日「ひょっとするとでございまーす」
8. 1972年3月17日「ウキウキモヤモヤでございまーす」
9. 1972年3月24日「失恋だァでございまーす」
10. 1972年3月31日「そうは問屋がでございまーす」
11. 1972年4月7日「ヌードとスッポンでございまーす」
12. 1972年4月14日「煮えきらない男でございまーす」
13. 1972年4月21日「夫婦ゲンカもございまーす」
14. 1972年4月28日「二人の仲は…？でございまーす」
15. 1972年5月5日「これでオシマイでございまーす」